# 茨木童子
茨木童子（日语：／ Ibaraki-dōji），又名“一条戻橋之鬼”或“羅生門之鬼”，為平安時代大江山鬼王酒吞童子的部下，造型為蓬亂髮、尖小角的妖怪。是大阪府的吉祥物，市內都能見其雕像。傳說被渡邊綱砍下一隻手帶傷逃跑。渡邊綱是源賴光的家臣，他某天晚上和友人打賭能否走完朱雀大道而不會遇鬼，茨木童子幻化成一位迷路的美女請求渡邊綱送她回家，途中行經渡口時，渡邊綱從水中倒影發現其真身是惡鬼，茨木童子便現出原形抓住他，此時渡邊綱拔刀將茨木童子的一隻手臂砍下來，從此名刀“髭切”被美名為“鬼切”。

## 文藝相關

### 漫画
- 東方Project─茨木華扇
- 東京闇鴉
- 妖怪少爷
- 銀鬼傳說
- 抓鬼天狗幫
- 淺草鬼妻日記
- 妖怪學校的新人教師
- 從後面來的神威先生

### 遊戲
- 陰陽師
- 決戰！平安京
- 妖怪百姬
- Fate/Grand Order——先後以「Berserker」、「Lancer」的職階登場，「Berserker」時寶具為「羅生門大怨起」和「大江山大炎起」，「Lancer」時寶具為「愚神禮讚．一條戾橋」，配音員:東山奈央
- 鬼斬
- 御靈錄otogi (遊戲)遊戲中御三家其一角
- 怪物彈珠(遊戲)羅生門之鬼 茨木童子
- 神魔之塔
- 东方project--《东方深秘录》与《东方凭依华》（茨木华扇，即将原本在东方茨歌仙漫画中出现的角色作为自机使用）

### 小說
- 淺草鬼妻日記